# Tony Award/Beste Choreographie
Der Tony Award für die beste Choreographie wird seit 1947 vergeben (eingerückt sind nominierte Kandidaten aufgeführt).

## 1947–1949
- 1947: Agnes de Mille (für Brigadoon)
  - Michael Kidd (für Finian’s Rainbow)
- 1948: Jerome Robbins (für High Button Shoes)
- 1949: Gower Champion (für Lend An Ear)

## 1950–1959
- 1950: Helen Tamiris für (Touch and Go)
- 1951: Michael Kidd (für Guys and Dolls)
- 1952: Robert Alton (für Pal Joey)
- 1953: Donald Saddler (für Wonderful Town)
- 1954: Michael Kidd (für Can-Can)
- 1955: Bob Fosse (für The Pajama Game)
- 1956: Bob Fosse (für Damn Yankees)
  - Robert Alton (für The Vamp)
  - Boris Runanin (für Phoenix '55/Pipe Dream)
  - Anna Sokolow (für Red Roses For Me)
- 1957: Michael Kidd (für Li'l Abner)
  - Hanya Holm (für My Fair Lady)
  - Dania Krupska (für The Most Happy Fella)
  - Jerome Robbins und Bob Fosse (für Bells Are Ringing)
- 1958: Jerome Robbins (für West Side Story)
  - Bob Fosse (für New Girl In Town)
  - Onna White (für The Music Man)
- 1959: Bob Fosse (für Redhead)
  - Agnes de Mille (für Goldilocks)
  - Carol Haney (für Flower Drum Song)
  - Onna White (für Whoop-Up)

## 1960–1969
- 1960: Michael Kidd (für Destry Rides Again)
  - Peter Gennaro (für Fiorello!)
  - Joe Layton (für Greenwillow)
  - Lee Scot (für Happy Town)
  - Onna White (für Take Me Along)
- 1961: Gower Champion (für Bye Bye Birdie)
  - Onna White (für Irma La Douce)
- 1962: Joe Layton (für No Strings)
  - Agnes de Mille (für Kwamina)
  - Michael Kidd (für Subways Are For Sleeping)
  - Dania Krupska (für The Happiest Girl in the World)
- 1963: Bob Fosse (für Little Me)
  - Carol Haney (für Bravo Giovanni)
- 1964: Gower Champion (für Hello, Dolly!)
  - Danny Daniels (für High Spirits)
  - Carol Haney (für Funny Girl)
  - Herbert Ross (für Anyone Can Whistle)
- 1965: Jerome Robbins (für Anatevka)
  - Peter Gennaro (für Bajour)
  - Donald McKayle (für Golden Boy)
  - Onna White (für Half a Sixpence)
- 1966: Bob Fosse (für Sweet Charity)
  - Jack Cole (für Der Mann von La Mancha)
  - Michael Kidd (für Skyscraper)
  - Onna White (für Mame)
- 1967: Ron Field (für Cabaret)
  - Michael Bennett (für A Joyful Noise)
  - Danny Daniels (für Walking Happy und Annie Get Your Gun)
  - Lee Theodore (für The Apple Tree)
- 1968: Gower Champion (für The Happy Time)
  - Michael Bennett (für Henry, Sweet Henry)
  - Kevin Carlisle (für Hallelujah, Baby!)
  - Onna White (für Ilya Darling)
- 1969: Joe Layton (für George M!)
  - Sammy Bayes (für Canterbury Tales)
  - Ronald Field (für Zorba)
  - Michael Bennett (für Promises, Promises)

## 1970–1979
- 1970: Ron Field (für Applause)
  - Michael Bennett (für Coco)
  - Grover Dale (für Billy)
  - Louis Johnson (für Purlie)
- 1971: Donald Saddler (für No, No, Nanette)
  - Michael Bennett (für Company)
  - Michael Kidd (für The Rothschilds)
- 1972: Michael Bennett (für Follies)
  - Patricia Birch (für Grease)
  - Jean Erdman (für Two Gentlemen of Verona)
- 1973: Bob Fosse (für Pippin)
  - Gower Champion (für Sugar)
  - Peter Gennaro (für Irene)
  - Donald Saddler (für Much Ado About Nothing)
- 1974: Michael Bennett (für Seesaw)
  - Patricia Birch (für Over Here!)
  - Donald McKayle (für Raisin)
- 1975: George Faison (für The Wiz)
  - Gower Champion (für Mack and Mabel)
  - Donald McKayle (für Doctor Jazz)
  - Margo Sappington (für Where’s Charley?)
  - Robert Tucker (für Shenandoah)
  - Joel Zwick (für Dance With Me)
- 1976: Michael Bennett und Bob Avian (für A Chorus Line)
  - Patricia Birch (für Pacific Overtures)
  - Bob Fosse (für Chicago)
  - Billy Wilson (für Bubbling Brown Sugar)
- 1977: Peter Gennaro (für Annie)
  - Talley Beatty (für Your Arm's Too Short to Box With God)
  - Patricia Birch (für Music Is)
  - Onna White (für I Love My Wife)
- 1978: Bob Fosse (für Dancin')
  - Arthur Faria (für Ain’t Misbehavin’)
  - Ron Lewis (für The Act)
  - Elizabeth Swados (für Runaways)
- 1979: Michael Bennett und Bob Avian (für Ballroom)
  - Henry LeTang und Billy Wilson (für Eubie!)
  - Dan Siretta (für Whoopee!)
  - Tommy Tune (für The Best Little Whorehouse in Texas)

## 1980–1989
- 1980: Tommy Tune und Thommie Walsh (für A Day in Hollywood/A Night in the Ukraine)
  - Ernest Flatt (für Sugar Babies)
  - Larry Fuller (für Evita)
  - Joe Layton (für Barnum)
- 1981: Gower Champion (für 42nd Street) (Wiederaufnahme)
  - Graciela Daniele (für The Pirates of Penzance)
  - Henry le Tan, Donald McKayle, und Michael Smuin (für Sophisticated Ladies)
  - Roland Petit (für Can-Can) (Wiederaufnahme)
- 1982: Michael Bennett und Michael Peters (für Dreamgirls)
  - Peter Gennaro (für Little Me)
  - Tony Tanner (für Joseph and the Amazing Technicolor Dreamcoat)
  - Tommy Tune (für Nine)
- 1983: Tommy Tune und Thommie Walsh (für My One and Only)
  - George Faison (für Porgy and Bess)
  - Gillian Lynne (für Cats)
  - Donald Saddler (für On Your Toes)
- 1984: Danny Daniels (für The Tap Dance Kid)
  - Wayne Cilento (für Baby)
  - Graciela Daniele (für The Rink)
  - Scott Salmon (für La Cage aux Folles)
- 1986: Bob Fosse (für Big Deal)
  - Graciele Daniele (für The Mystery of Edwin Drood)
  - Peter Martins (für Song and Dance)
  - Tango Argentino Dancers (für Tango Argentino)
- 1987: Gillian Gregory (für Me and My Girl)
  - Ron Field (für Rags)
  - Brian Macdonald (für The Mikado)
  - Arlene Philips (für Starlight Express)
- 1988: Michael Smuin (für Anything Goes)
  - Lar Lubovitch (für Into the Woods)
  - Gillian Lynne (für Das Phantom der Oper)
  - Ndaba Mhlongo und Mbongeni Ngema (für Sarafina!)
- 1989: Cholly Atkins, Henry LeTang, Frankie Manning und Fayard Nicholas (für Black and Blue)
  - Michele Assaf (für Starmites)
  - Bill Irwin und Kimi Okada (für Largely New York)
  - Alan Johnson (für Legs Diamond)

## 1990–1999
- 1990: Tommy Tune (für Grand Hotel)
  - Joan Brickhill (für Meet Me in St. Louis)
  - Graciela Daniele und Tina Paul (für Dangerous Games)
- 1991: Tommy Tune (für The Will Rogers Follies)
  - Bob Avian (für Miss Saigon)
  - Graciela Daniele (für Once on This Island)
  - Dan Siretta (für Oh, Kay!)
- 1992: Susan Stroman (für Crazy for You)
  - Terry John Bates (für Dancing at Lughnasa)
  - Christopher Chadman (für Guys and Dolls)
  - Hope Clarke, Ted L. Levy, und Gregory Hines (für Jelly's Last Jam)
- 1993: Wayne Cilento (für Tommy)
  - Graciela Daniele (für The Goodbye Girl)
  - Vincent Paterson und Rob Marshall (für Kuss der Spinnenfrau)
  - Randy Skinner (für Ain't Broadway Grand)
- 1994: Kenneth MacMillan (für Carousel)
  - Jeff Calhoun (für Grease)
  - Rob Marshall (für Damn Yankees)
  - Rob Marshall (für She Loves Me)
- 1995: Susan Stroman (für Show Boat)
  - Bob Avian (für Sunset Boulevard)
  - Wayne Cilento (für How to Succeed in Business Without Really Trying) (Wiederaufnahme)
  - Joey McKneely (für Smokey Joe's Cafe)
- 1996: Savion Glover (für Bring in 'da Noise/Bring in 'da Funk)
  - Graciela Daniele (für Chronicle of a Death Foretold)
  - Susan Stroman (für Big, The Musical)
  - Marlies Yearby (für Rent)
- 1997: Ann Reinking (für Chicago) (Wiederaufnahme)
  - Wayne Cilento (für Dream)
  - Joey McKneely (für The Life)
  - Susan Stroman (für Steel Pier)
- 1998: Garth Fagan (für Der König der Löwen)
  - Graciela Daniele (für Ragtime)
  - Forever Tango Dancers (für Forever Tango)
  - Rob Marshall (für Cabaret) (Wiederaufnahme)
- 1999: Matthew Bourne (für Swan Lake)
  - Patricia Birch (für Parade)
  - Rob Marshall (für Little Me)
  - A. C. Ciulla (für Footloose)

## 2000–2009
- 2000: Susan Stroman (für Contact)
  - Kathleen Marshall (für Kiss Me, Kate) (Wiederaufnahme)
  - Susan Stroman (für The Music Man)
  - Lynne Taylor-Corbett (für Swing!)
- 2001: Susan Stroman (für The Producers)
  - Jerry Mitchell (für The Full Monty)
  - Jim Moore, George Pinney und Jonathan Vanderkolff (für Blast)
  - Randy Skinner (für 42nd Street) (Wiederaufnahme)
- 2002: Rob Ashford (für Thoroughly Modern Millie)
  - John Carrafa (für Into the Woods)
  - John Carrafa (für Pinkelstadt)
  - Susan Stroman (für Oklahoma!) (Wiederaufnahme)
- 2003: Twyla Tharp (für Movin' Out)
  - Robert Longbottom (für Flower Drum Song)
  - Jerry Mitchell (für Hairspray) (Wiederaufnahme)
  - Melinda Roy (für Urban Cowboy: The Musical)
- 2004: Kathleen Marshall (für Wonderful Town)
  - Wayne Cilento (für Wicked)
  - Jerry Mitchell (für Never Gonna Dance)
  - Anthony Van Laast und Farah Khan (für Bombay Dreams)
- 2005: Jerry Mitchell (für La Cage aux Folles) (Wiederaufnahme)
  - Wayne Cilento (für Sweet Charity)
  - Jerry Mitchell (für Dirty Rotten Scoundrels)
  - Casey Nicholaw (für Monty Python’s Spamalot)
- 2006: Kathleen Marshall (für The Pajama Game) (Wiederaufnahme)
  - Rob Ashford (für The Wedding Singer)
  - Donald Bryd (für The Color Purple)
  - Casey Nicholaw (für The Drowsy Chaperone)
- 2007: Bill T. Jones für Spring Awaking
  - Rob Ashford für Curtains
  - Matthew Bourne und Stephen Mear für Mary Poppins
  - Jerry Mitchell für Legally Blonde - The Musical
- 2008: Andy Blankenbuehler für In The Heights
  - Rob Ashford für Cry-Baby
  - Christopher Gattelli für South Pacific
  - Dan Knechtges für Xanadu
- 2009: Peter Darling für Billy Elliot
  - Karole Armitage für Hair
  - Andy Blankenbuehler für 9 to 5
  - Randy Skinner für Irving Berlin's White Christmas

## 2010–2019
- 2010: Bill T. Jones für Fela!
  - Rob Ashford für Promises, Promises
  - Lynne Page für La Cage aux Folles
  - Twyla Tharp für Come Fly Away
- 2011: Kathleen Marshall für Anything Goes
  - Rob Ashford für How to Succeed in Business Without Really Trying
  - Casey Nicholaw für The Book of Mormon
  - Susan Stroman für The Scottsboro Boys
- 2012: Christopher Gattelli für Newsies
  - Rob Ashford für Evita
  - Steven Haggett für Once
  - Kathleen Marshall für Nice Work If You Can Get It
- 2013: Jerry Mitchell für Kinky Boots
  - Andy Blankenbuehler für Bring It On: The Musical
  - Peter Darling für Matilda
  - Chet Walker für Pippin
- 2014: Warren Carlyle für After Midnight
  - Steven Hogget und Kelly Devine für Rocky
  - Casey Nicholaw für Aladdin
  - Susan Stroman für Bullets over Broadway
- 2015: Christopher Wheeldon für An American in Paris
  - Joshua Bergasse für On the Town
  - Christopher Gattelli für The King and I
  - Scott Graham, Steven Hoggett und Frantic Assembly für The Curious Incident of the Dog in the Night-Time
  - Casey Nicholaw für Something Rotten!
- 2016: Andy Blankenbuehler für Hamilton
  - Savion Glover für Shuffle Along, Or The Making of the Musical Sensation of 1921 and All That Followed
  - Hofesh Shechter für Fiddler on the Roof
  - Randy Skinner für Dames at Sea
  - Sergio Trujillo für On Your Feet! The Story of Emilio and Gloria Estefan
- 2017: Andy Blankenbuehler für Bandstand
  - Peter Darling und Ellen Kane für Groundhog Day
  - Kelly Devine für Come from Away
  - Denis Jones für Holiday Inn
  - Sam Pinkleton für Natasha, Pierre & The Great Comet of 1812
- 2018: Justin Peck für Carousel
  - Christopher Gattelli für My Fair Lady
  - Christopher Gattelli für SpongeBob SquarePants
  - Steven Hoggett für Harry Potter and the Cursed Child
  - Casey Nicholaw für Mean Girls
- 2019: Sergio Trujillo für Ain’t Too Proud
  - Camille A. Brown für Choir Boy
  - Warren Carlyle für Kiss Me, Kate
  - Denis Jones für Tootsie
  - David Neumann für Hadestown

## Seit 2020
- 2020/2021: Sonya Tayeh für Moulin Rouge!
  - Sidi Larbi Cherkaoui für Jagged Little Pill
  - Anthony Van Laast für Tina
- 2022: Christopher Wheeldon für MJ
  - Camille A. Brown für for colored girls who have considered suicide / when the rainbow is enuf
  - Warren Carlyle für The Music Man
  - Carrie-Anne Ingrouille für Six
  - Bill T. Jones für Paradise Square
- 2023: Casey Nicholaw für Some Like It Hot
  - Steven Hoggett für Sweeney Todd: The Demon Barber of Fleet Street
  - Susan Stroman für New York, New York
  - Jennifer Weber für & Juliet
  - Jennifer Weber für KPOP
- 2024: Justin Peck für Illinoise
  - Camille A. Brown für Hell’s Kitchen
  - Shana Carroll und Jesse Robb für Water for Elephants
  - Jeff Kuperman und Rick Kuperman für The Outsiders
  - Annie-B Parson für Here Lies Love